# Flores de Ávila
Flores de Ávila è un comune spagnolo di 414 abitanti situato nella comunità autonoma di Castiglia e León.